# Conus elegans
Conus elegans е вид охлюв от семейство Conidae. Видът не е застрашен от изчезване.

## Разпространение
Разпространен е в Бахрейн, Джибути, Египет, Еритрея, Западна Австралия, Йемен, Иран, Катар, Кувейт, Мозамбик, Обединени арабски емирства, Оман, Пакистан, Саудитска Арабия, Сомалия, Судан и Южна Африка (Квазулу-Натал).